# Magyar irodalmi ritkaságok

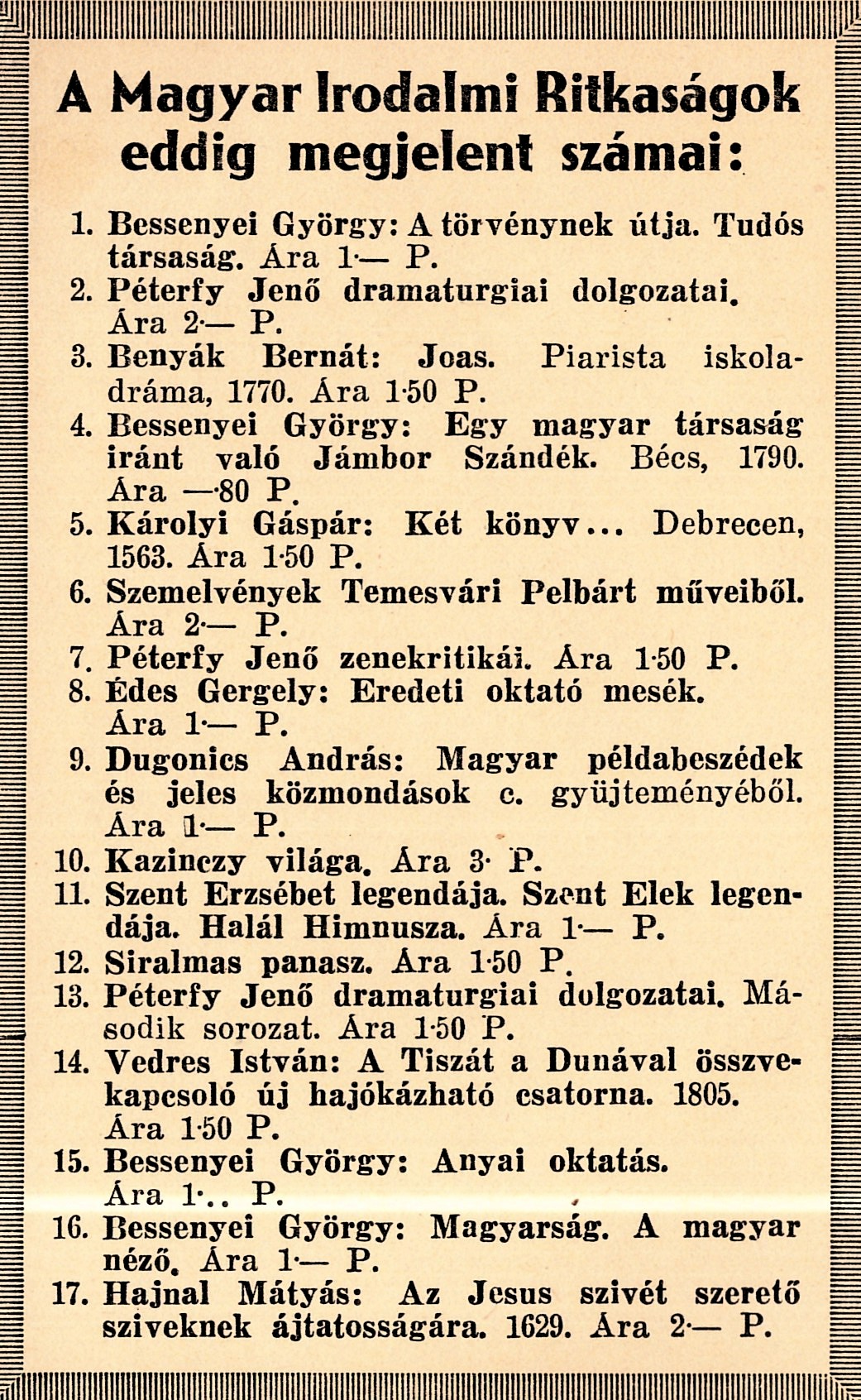
Korabeli hirdetés

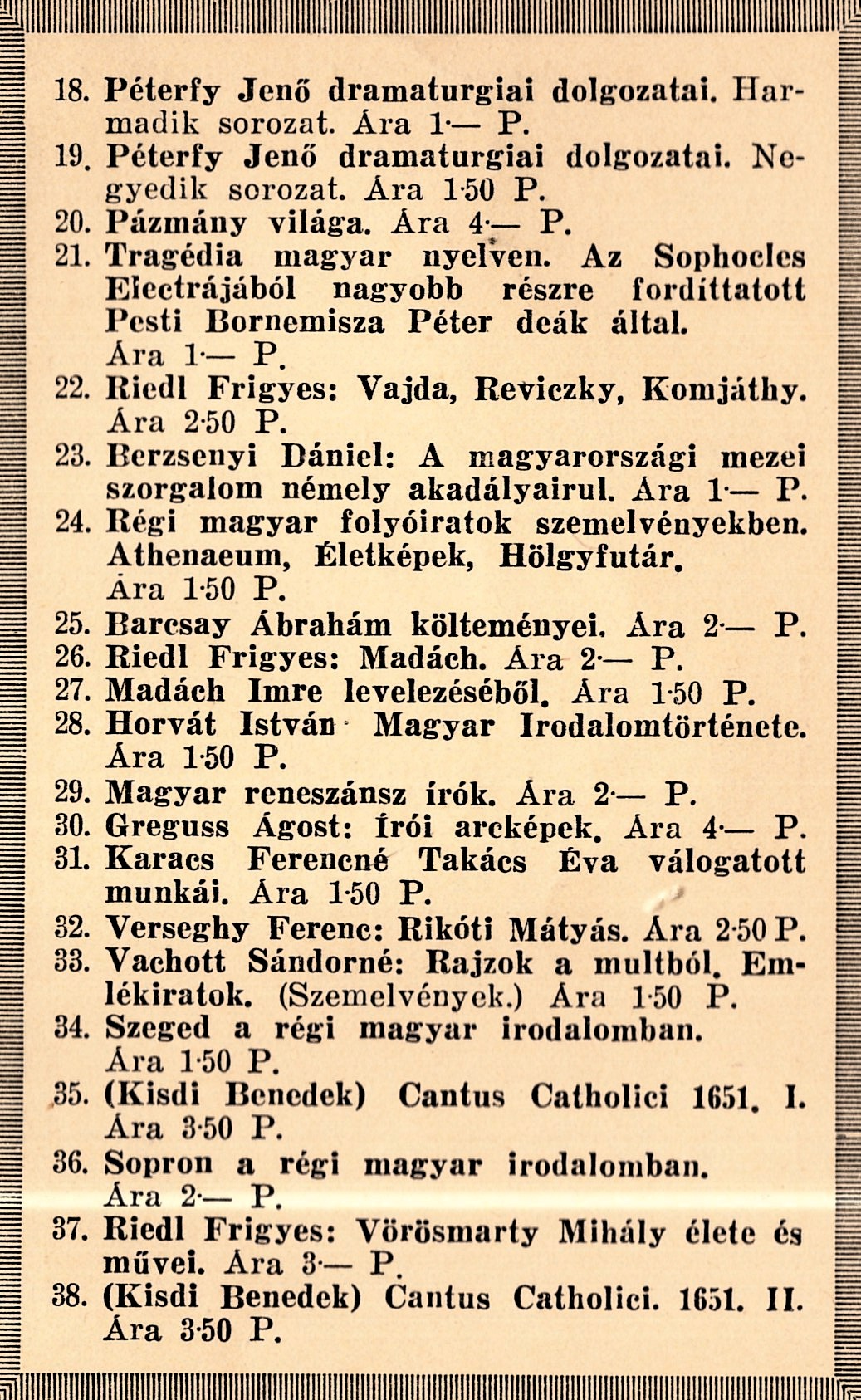
Korabeli hirdetés

A Magyar irodalmi ritkaságok egy magyar nyelvű szépirodalmi könyvsorozat volt 1931-1942 között, Vajthó László szerkesztésében. A köteteket többnyire a tanár úr középiskolai diákjai (részint önképzőkörösök) rendezték sajtó alá. A következő műveket tartalmazta:
- Fáy András szinészeti tanulmányai
- Régi magyar folyóiratok szemelvényekben
- Szeged a régi magyar irodalomban
- Sophocles: Tragédia
- Benyák Bernát: Joas
- Szemelvények Toldy Ferenc műveiből
- Riedl Frigyes: A magyar dráma története I-II.
- Bessenyei György: Magyarországnak törvényes állása I-III.
- Bessenyei György: A magyar nemzetnek szokásairól...
- Bessenyei György: A törvénynek útja/Tudós társaság
- Bessenyei György: Anyai oktatás
- Bessenyei György Társasága
- Beöthy Zsolt: Az irodalomtörténet elmélete
- Barcsay Ábrahám költeményei
- Berzsenyi Breviárium
- Kisdi Benedek – Szelepcsényi György: Cantus Catholici I-III.
- Debrecen a régi magyar irodalomban
- Dugonics András Magyar példabeszédek és jeles mondások c. gyűjteményéből
- Fáy András szinészeti tanulmányai
- Losontzi Hányoki István: Hármas kis tükör
- Horvát István magyar irodalomtörténete
- Greguss Ágost: Írói arcképek
- Karacs Ferencné Takács Éva válogatott munkái
- Kazinczy világa
- Riedl Frigyes: A magyar dráma története I-II.
- Riedl Frigyes: Kölcsey Ferenc
- Riedl Frigyes: Madách
- Riedl Frigyes: Mikszáth Kálmán
- Magyar reneszánsz írók
- Péterfy Jenő dramaturgiai dolgozatai
- Péterfy Jenő magyar irodalmi bírálatai
- Péterfy Jenő zenekritikái
- Zrínyi Miklós: Siralmas panasz
- Riedl Frigyes: Vajda, Reviczky, Komjáthy
- Riedl Frigyes: Vörösmarty Mihály élete és művei
- Károlyi Gáspár: Két könyv minden országoknak és királyoknak jó és gonosz szerencséjeknek okairul
- Temesvári Pelbárt műveiből
- Vedres István: A Tiszát a Dunával öszvekapcsoló új hajókázható...
- Hajnal Mátyás: Az Jesus szívét szerető szíveknek ájtatosságára
- Medgyesi Pál: Lelki ábécé